# Мирза Мухаммад Хайдар
Мирза Мухаммад Хайдар (чагат.  مرزا حيدر كورەكان دوغلات‎ / Mirza Ḥaydar Kuregan Doghlat, 1499—1551) — автор исторической хроники «Тарихи-и-Рашиди», государственный деятель и военачальник средневекового государства Мамлакат-и Моголийе. В некоторых среднеазиатских источниках, таких как «Книга шахской славы» Хафиз-и Таныша, его называют Хайдаром Мирза Кашгари. Своей родиной считал уйгурский город Яркенд. Для сочинения литературных произведений пользовался псевдонимом Айаз.

## Биография
Мухаммад Хайдар сын Мухаммад Хуссайн Гурагана происходил из могульской знати, племени дуглат, его род пользовался наследственными привилегиями, полученными от Чагатаидов, глава рода был наследственным амиром государственно-племенного образования Манглай-Субе со времен вхождения Кашгарии в улус Чагатая. Титул «Гураган» — производное от монгольского слова күрүгэн или хүргэн, «зять», «ханский жених». Это обозначало, что носитель этого титула породнился с чингизидами и мог свободно жить и действовать в их домах. Отец Мухаммад Хайдара Мухаммад Хуссайн Гураган был зятем могольского хана — Султан-Махмуд-хана (1487—1508), соответственно, мать Мухаммад Хайдара, Хуб Нигар-ханим, была младшей дочерью могольского хана — Султан Юнус-хана (1462—1487) и сестрой матери Бабура Кутлук Нигар-ханим.
Мухаммад Хайдар родился в эмиграции г. Ташкенте (1500 г.), где жила его семья, несколько лет управляя областью Ура-тюбе.
Отец Мирза Хайдара, Мухаммад Хусайн, с детских лет дружил с Султан Махмуд-ханом и около двух лет находился при дворе тимурида Омар-Шайха, отца Захир ад-Дин Мухаммад Бабура. В дальнейшем он являлся наместником Султан Махмуд-хана в Ура-Тюбе и долгое время находился при нём в Ташкенте. Когда Шейбаниды завоевали Ташкент, он бежал в Кара-Тегин к Хусраушаху. В Кабуле он был замешан в заговоре против Бабура, из родственных чувств последний пощадил его, но Мухаммад Хусайн вынужден был вернуться в Фергану. Однако в Фергане по приказу Шейбани-хана отца Мухаммада Хайдара убивают. Мухаммада Хайдара спасает доверенный его отца, Маулана Мухаммад, и увозит через Бухару и Бадахшан в Кабул к его двоюродному брату — Бабуру, который его тепло принимает.
В 1512 г. Мухаммад Хайдар уходит к другому двоюродному брату — к Султан-Саид-хану, в Андижан. Оттуда он вместе с Султан-Саид-ханом возвращается на родину своих предков в Кашгарию. В 1514 г. с установлением власти Султан-Саид-хана в Кашгарии и основанием нового государства — «Мамлакат-и-Могулие», известного также как «Яркендское ханство», — Мухаммад Хайдар занимается делами армии и государства, также воспитывает сына Султан-Саид-хана — Абдурашит-хана.
Мухаммад Хайдар при Саид-хане возглавляет ряд военных походов государства в Бадахшан, Кафиристан, Ладак, Тибет. После смерти Саид-хана его сын Абдурашит хан организовывает убийство ряда влиятельных представителей племени дуглат, в том числе дяди Мухаммада Хайдара. После этого Мухаммад Хайдар вынужден был покинуть родину своих предков. Он ушёл в Индию к Бабуридам (Лахор), где завоевал Кашмир и правил им от имени Бабуридов. Был убит случайно стрелой своего воина в 1551 г. во время стычек с горными племенами Кашмира. Согласно известиям Мухаммада Азама семья Мухаммада Хайдара которая состояла из жён, слуг и детей после случившегося отправилась со своим добром в Кашгар.
Мухаммад Хайдар получил хорошее для своего времени образование, владел наряду с родным тюркским также персидским языком. До нашего времени дошли два его труда: это история могулов и ханов Чагатаидов в Кашгарии и Могулистане — Тарихи Рашиди, на среднеазиатском персидском, и поэма на тюркском языке Джахан-наме.

## Память
- В 1999 г. памятник Мухаммеду Хайдару Дулати был установлен в г. Тараз, Жамбылской области, в честь 500-летия Мирзы Мухаммеда Хайдара Дулати.
- Его именем названы улицы в Алматы, Таразе, Шымкенте, Астане.
- Его имя носит Таразский региональный университет имени М. Х. Дулати.

- Гимназия № 8 им М. Х. Дулати в городе Шымкент.

## Фильмы
- Режиссёр Калила Умаров. «Мухаммед Хайдар Дулати». Производство: «Казахфильм» им. Ш. Айманова, 2007. Документальный фильм.